# وبستر (کارولینای شمالی)
وبستر (به انگلیسی: Webster) شهری در ایالت کارولینای شمالی کشور ایالات متحده آمریکا است که جمعیت آن در سرشماری سال ۲۰۱۰ میلادی، ۳۶۳ نفر بوده‌است.. 

## جامعه
طبق آمار رسمی سال ٢٠١٠ دولت آمریکا, جمعیت وبستر ٣٦٣ نفر در این سال بوده است . 
```
 . 
```